# Swift Xi
Swift Xi (スウィフト・エックスアイ株式会社), Swift Xi Inc) est une coentreprise japonaise de Swift Engineering Inc., dont le siège est à San Clemente (Californie), aux États-Unis, et du Kobe Institute of Computing à Kobe, au Japon. Swift Xi fournit des services de conseil, de formation, d'analyse de Drone et informatiques pour les opérations à service complet de technologies autonomes et Robotique au Japon et dans le monde.

## Personnages clés

### Hiro Matsushita
Hiro Matsushita (松下 弘幸), Matsushita Hiroyuki) est un ancien pilote de la série Champ Car et Formula Atlantic qui a remporté le Toyota Atlantic Championship (Pacific) en 1989 en tant que premier et seul pilote japonais. Il est également le premier pilote japonais à participer à 500 miles d'Indianapolis(Indy 500). Il est le petit-fils de Konosuke Matsushita, fondateur de Panasonic

### Nick Barua
Nick Barua (ニック・バルア)) est un dirigeant d'entreprise, un entrepreneur et un physicien] primé qui a fait ses preuves dans le secteur des bureaux de direction, vivant au Japon. Nick a été nommé directeur de l'exploitation de Swift Xi Inc., poste qu'il occupe depuis avril 2018. Après avoir obtenu un baccalauréat en physique de l'université Yale, Barua a fréquenté le California Institute of Technology et a obtenu une maîtrise en astrophysique avant de rejoindre le centre spatial Lyndon B. Johnson (JSC) en tant que physicien. Il est le fondateur et PDG d'AN Inc..

## Projet gouvernemental
Swift Xi, a signé un accord avec la New Energy et l'Organisation pour le développement des énergies nouvelles et des technologies industrielles (NEDO) dans le cadre d'un projet intitulé "Projet de développement d'infrastructure numérique pour la transformation numérique des industries: recherche et développement d'infrastructures d'information spatiale 3D" en 2022. Swift Xi conseillera, pilotera et tracera les itinéraires de vol des UAV selon les directives du "système de gestion des risques de vol" développé par Zenrin (en) pour améliorer le fonctionnement sûr des UAV dans le cadre de l'infrastructure d'informations spatiales 3D.